# Alix Cléo Roubaud
Pour les articles homonymes, voir Roubaud et Blanchette.
Alix Cléo Blanchette, connue après son mariage sous le nom Alix Cléo Roubaud (née le 19 janvier 1952 à Mexico, et morte dans le 4e arrondissement de Paris le 28 janvier 1983) est une photographe et écrivaine française d'origine canadienne. Elle a vécu en France de 1972 jusqu'à sa mort.

## Biographie
Fille d'un diplomate et d'une artiste, Alix Cléo Blanchette étudie l'architecture et la psychologie à Ottawa puis la philosophie à Aix-en-Provence et à Paris, se spécialisant dans la pensée de Ludwig Wittgenstein. Dès l'adolescence elle tient un journal intime et entretient de nombreuses correspondances.
Elle épouse l'écrivain Jacques Roubaud en 1980. Gravement asthmatique depuis l'enfance, elle meurt à trente et un ans d'une embolie pulmonaire. Son époux évoque sa disparition dans Quelque chose noir et Le Grand Incendie de Londres.

## L'œuvre
Le travail photographique d'Alix Roubaud est le sujet du dernier film du réalisateur Jean Eustache, Les Photos d'Alix, en 1980. Il fait ensuite l'objet d'une exposition posthume aux Rencontres d'Arles de 1983. En 2010, le Centre international de poésie Marseille (cipM) organise à la Vieille Charité l'exposition « Alix Cléo Roubaud, si quelque chose noir & autres photographies »,.
Ses œuvres, plus de six cents photographies, sont entrées dans des collections photographiques majeures, comme celles du Centre Georges-Pompidou, de la Bibliothèque nationale de France, de la Bibliothèque municipale de Lyon ou du musée des beaux-arts de Montréal.
Elle accompagnait son travail photographique de la rédaction d'un Journal, qui a été transcrit et publié après sa mort par son époux.

### Publications d'Alix Cléo Roubaud
- Journal (1979-1983), Éditions du Seuil, « Fiction & Cie », 1984, 194 p. ; réédition augmentée de 26 photographies et d'une préface, 2009, 240 p.  (ISBN 9782021002096)[5].
- Si quelque chose noir, exposition du Centre international de poésie Marseille[6], décembre 2011, préface d'Hélène Giannecchini, poème de Jacques Roubaud, Marseille, CIPM, 2011  (ISBN 9782909097893)
- Alix Cléo Roubaud : photographies, sous la direction d'Anne Biroleau-Lemagny, Hélène Giannecchini, Dominique Versavel, Paris : Bibliothèque Nationale de France, 2014. - (catalogue de l'exposition qui s'est tenue du 28 octobre 2014 au 1er février 2015). -  (ISBN 978-2-7177-2617-6).

#### Deux œuvres liées
- Jacques Roubaud, Quelque chose noir, Paris, Gallimard, 1986
- Jacques Roubaud, Le grand incendie de Londres, Paris, Le Seuil, 1989

### Traductions
- Géographie III de Elizabeth Bishop, traduit de l'américain par Alix Cléo Roubaud, Claude Mouchard, Linda Orr ; préface Octavio Paz, Belval (Vosges) : Circé, 1991. -  (ISBN 2-908024-23-3).

### Études
- Claudine Bouretz, « Séquence », Revue Fragmentaires, 1984
- Michel Braud, « Maladie, mélancolie et écriture intime dans le Journal 1979-1983 d'Alix Cléo Roubaud », Eidôlon, n° 55 "Littérature et médecine II", Université Bordeaux 3, 2000, p. 413-422
- Véronique Montemont, « Je t’aime jusque-là » (Jacques Roubaud éditeur du Journal d’Alix-Cléo Roubaud), in François Bessire et al., Les Écrivains éditeurs, Paris, Droz, 2002, p. 207-219
- Paul Léon : « Eustache, Alix et ses photos », in Traces photographiques, Traces autobiographiques, D. Méaux, J.-B. Vray (dir.), PU Saint-Étienne, 2004, p. 137-145
- Véronique Montémont, « L’Œuvre en souffrance : le journal 1979-1983 d'Alix-Cléo Roubaud », Texte, revue de critique et de théorie littéraire, no 39/40 consacré à l’autobiographique, 2006, p. 189
- Véronique Montemont, « Comment (ne pas) représenter le corps malade : Hervé Guibert, Alix-Cléo Roubaud, Annie Ernaux », Photographie et mises en images de soi, Christine Delory-Momberger (dir.), Éditions Himeros, 2006
- « Alix Cléo Roubaud », cahier dirigé par Hélène Giannecchini, Revue area, no 19/20, automne-hiver, 2009, p. 97-112
- Amaury da Cunha, « A la recherche d'Alix Cléo Roubaud », in Le Monde, 26 novembre 2009
- Jacques Henric, « Comment guérir de l’envie de mourir », Art press, no 365, mars 2010, p. 73
- Jean Philippe Rossignol, « Notes de lecture, Alix Cléo Roubaud », Revue des Deux-Mondes, avril 2010, p. 183
- Hélène Giannecchini, « Alix Cléo Roubaud : dualité de la lumière », Les cahiers du refuge, no 188, cipM, avril 2010, p. 5-8
- Roger-Yves Roche, Être Arbre, Ed. Créaphis, 2011, p. 19
- Hélène Giannecchini, « Un futur antérieur sans cesse déchiré », Revue Les Écrits, no 132, août 2011, p. 37-42
- Hélène Giannecchini, « Alix Cléo Roubaud, absolument photographe », Chroniques de la BNF, no 61, janvier-mars 2012, p. 22-23
- Charlotte Plichon, « Alix Cléo et Jacques Roubaud : “un dialogue vivant” », Culture et communication – Magazine du ministère de la Culture et de la Communication, n° 199, mars 2012, p. 16-17
- Geneviève Guétemme, « Alix Cléo et Jacques Roubaud : l'amour, la mort », Nouvelle Revue d'Esthétique, Paris, PUF, no 10, 2012, p. 11-25
- Hélène Giannecchini, Une image peut-être vraie. Alix Cléo Roubaud, Seuil, coll. « La Librairie du XXIe siècle », 2014
- Sylvie Schwab et Catherine Roseau, « Alix Cléo Roubaud, rêves et photographies : une temporalité fragmentée », Louvain-la-Neuve (Belgique), EME Editions (Diffusion L'Harmattan), 2017. -  (ISBN 978-2-8066-3610-2),